# Bahnstrecke East Boston–Portsmouth
| Bahnhof Swampscott |                                                     |                                                  |                                                  |
| Streckenlänge: | ca. 87 km                                           |                                                  |                                                  |
| Spurweite: | 1435 mm (Normalspur)                                |                                                  |                                                  |
| Zweigleisigkeit: | heute: Revere–North Beverly früher: gesamte Strecke |                                                  |                                                  |
| |                                                     |                                                  |                                                  |
| Gesellschaft: | Revere–Newburyport: MBTA, Hampton–Portsmouth: PAR   |                                                  |                                                  |
| \| \| 0 \| East Boston MA \| East Boston MA \| \| \| \| U-Bahn Boston (Blue Line) \| \| \| \| \| Strecke East Boston–Allston \| \| \| \| \| Verbindung zur Strecke East Boston–Allston \| \| \| \| \| Anschluss zur Rennbahn Suffolk Downs \| \| \| \| ca. 5 10,03 \| Revere MA (Keilbahnhof) \| Revere MA (Keilbahnhof) \| \| \| \| von Boston \| \| \| \| \| nach Point of Pines (ab 1884) \| \| \| \| ? \| Oak Island Grove MA \| Oak Island Grove MA \| \| \| \| nach Point of Pines (bis 1884) \| \| \| \| \| Pines Bay \| \| \| \| \| von Point of Pines (Saugus River Junction) \| \| \| \| \| Saugus River \| \| \| \| 15,56 \| Riverworks MA \| Riverworks MA \| \| \| \| von Everett \| \| \| \| 16,21 \| West Lynn MA \| West Lynn MA \| \| \| \| Bay State Street Railway \| \| \| \| 18,68 \| Lynn MA \| Lynn MA \| \| \| ? \| Lynn MA Green St \| Lynn MA Green St \| \| \| 19,75 \| East Lynn MA \| East Lynn MA \| \| \| \| Bay State Street Railway \| \| \| \| 20,60 \| Swampscott MA \| Swampscott MA \| \| \| \| nach Marblehead \| \| \| \| \| Bay State Street Railway \| \| \| \| ? \| Pickman Park MA \| Pickman Park MA \| \| \| \| von Marblehead \| \| \| \| 25,09 \| Castle Hill MA \| Castle Hill MA \| \| \| \| Industrieanschluss \| \| \| \| 26,26 \| Salem MA \| Salem MA \| \| \| \| Salem Tunnel (657 m) \| \| \| \| \| Bay State Street Railway \| \| \| \| \| nach North Andover \| \| \| \| \| \| \| \| \| ? \| Salem MA (neue Station) \| Salem MA (neue Station) \| \| \| \| Verbindung von North Andover \| \| \| \| \| Hafenbahn Salem \| \| \| \| \| Danvers River \| \| \| \| 29,50 \| Beverly MA \| Beverly MA \| \| \| \| Bay State Street Railway \| \| \| \| \| nach Rockport \| \| \| \| \| Bay State Street Railway \| \| \| \| 30,69 \| Beverly MA United Shoe Machinery Co. \| Beverly MA United Shoe Machinery Co. \| \| \| 33,54 \| North Beverly MA \| North Beverly MA \| \| \| 36,60 \| Hamilton-Wenham MA \| Hamilton-Wenham MA \| \| \| \| nach Conomo \| \| \| \| \| nach Asbury Grove \| \| \| \| \| Ipswich River \| \| \| \| 44,68 \| Ipswich MA \| Ipswich MA \| \| \| \| Bay State Street Railway \| \| \| \| \| Dow Brook \| \| \| \| 50,10 \| Rowley MA \| Rowley MA \| \| \| \| Parker River \| \| \| \| 55,43 \| Newbury MA \| Newbury MA \| \| \| \| Hafenbahn Newburyport (Zufahrt MBTA-Betriebshof) \| \| \| \| \| Bay State Street Railway \| \| \| \| \| Verbindung von der Hafenbahn nach Wakefield \| \| \| \| \| Verbindung zum Bahnhof Pond Street \| \| \| \| \| Strecke Newburyport–Wakefield Junction \| \| \| \| \| Verbindung nach Wakefield \| \| \| \| ? \| Newburyport MA (neuer Bf) \| Newburyport MA (neuer Bf) \| \| \| \| Massachusetts Northeastern Street Railway \| \| \| \| 59,98 \| Newburyport MA (Eastern-Bf.) \| Newburyport MA (Eastern-Bf.) \| \| \| \| Massachusetts Northeastern Street Railway \| \| \| \| \| Merrimack River (Drehbrücke) \| \| \| \| 63,28 \| Salisbury MA \| Salisbury MA \| \| \| \| Massachusetts Northeastern Street Railway \| \| \| \| \| nach Amesbury \| \| \| \| \| Massachusetts Northeastern Street Railway \| \| \| \| 66,74 \| Atlantic NH \| Atlantic NH \| \| \| \| Exeter, Hampton and Amesbury Street Railway \| \| \| \| 68,65 \| Seabrook NH \| Seabrook NH \| \| \| \| \| \| \| \| 71,39 \| Hampton Falls NH \| Hampton Falls NH \| \| \| \| \| \| \| \| \| Hampton River \| \| \| \| \| Exeter, Hampton and Amesbury Street Railway \| \| \| \| 74,87 \| Hampton NH \| Hampton NH \| \| \| \| Exeter, Hampton and Amesbury Street Railway \| \| \| \| 78,36 \| North Hampton NH \| North Hampton NH \| \| \| \| Straßenbahn Portsmouth \| \| \| \| 82,72 \| Breakfast Hill NH \| Breakfast Hill NH \| \| \| \| Straßenbahn Portsmouth \| \| \| \| \| Verbindung von Rockingham \| \| \| \| \| von Rockingham \| \| \| \| 91,59 \| Portsmouth NH \| Portsmouth NH \| \| \| \| nach Portland \| \| |                                                     |                                                  |                                                  |
| Kopfbahnhof Streckenanfang (Strecke außer Betrieb) | 0                                                   | East Boston MA                                   | East Boston MA                                   |
| Kreuzung mit U-Bahn mit Tunnelstrecke (Strecke geradeaus außer Betrieb) |                                                     | U-Bahn Boston (Blue Line)                        | U-Bahn Boston (Blue Line)                        |
| Kreuzung geradeaus oben (Strecken außer Betrieb) |                                                     | Strecke East Boston–Allston                      | Strecke East Boston–Allston                      |
| Abzweig geradeaus und von rechts (Strecke außer Betrieb) |                                                     | Verbindung zur Strecke East Boston–Allston       | Verbindung zur Strecke East Boston–Allston       |
| Abzweig geradeaus und nach rechts (Strecke außer Betrieb) |                                                     | Anschluss zur Rennbahn Suffolk Downs             | Anschluss zur Rennbahn Suffolk Downs             |
| Bahnhof (Strecke außer Betrieb) | ca. 5 10,03                                         | Revere MA (Keilbahnhof)                          | Revere MA (Keilbahnhof)                          |
| Abzweig ehemals geradeaus und von links |                                                     | von Boston                                       | von Boston                                       |
| Abzweig geradeaus und ehemals nach rechts |                                                     | nach Point of Pines (ab 1884)                    | nach Point of Pines (ab 1884)                    |
| ehemaliger Haltepunkt / Haltestelle | ?                                                   | Oak Island Grove MA                              | Oak Island Grove MA                              |
| Abzweig geradeaus und ehemals nach rechts |                                                     | nach Point of Pines (bis 1884)                   | nach Point of Pines (bis 1884)                   |
| Brücke über Wasserlauf |                                                     | Pines Bay                                        | Pines Bay                                        |
| Abzweig geradeaus und ehemals von rechts |                                                     | von Point of Pines (Saugus River Junction)       | von Point of Pines (Saugus River Junction)       |
| Brücke über Wasserlauf |                                                     | Saugus River                                     | Saugus River                                     |
| Haltepunkt / Haltestelle | 15,56                                               | Riverworks MA                                    | Riverworks MA                                    |
| Abzweig geradeaus und ehemals von links |                                                     | von Everett                                      | von Everett                                      |
| Dienststation / Betriebs- oder Güterbahnhof | 16,21                                               | West Lynn MA                                     | West Lynn MA                                     |
| Kreuzung geradeaus oben (Querstrecke außer Betrieb) |                                                     | Bay State Street Railway                         | Bay State Street Railway                         |
| Haltepunkt / Haltestelle | 18,68                                               | Lynn MA                                          | Lynn MA                                          |
| ehemaliger Haltepunkt / Haltestelle | ?                                                   | Lynn MA Green St                                 | Lynn MA Green St                                 |
| ehemaliger Haltepunkt / Haltestelle | 19,75                                               | East Lynn MA                                     | East Lynn MA                                     |
| Kreuzung geradeaus unten (Querstrecke außer Betrieb) |                                                     | Bay State Street Railway                         | Bay State Street Railway                         |
| Haltepunkt / Haltestelle | 20,60                                               | Swampscott MA                                    | Swampscott MA                                    |
| Abzweig geradeaus und ehemals nach rechts |                                                     | nach Marblehead                                  | nach Marblehead                                  |
| Kreuzung geradeaus unten (Querstrecke außer Betrieb) |                                                     | Bay State Street Railway                         | Bay State Street Railway                         |
| ehemaliger Haltepunkt / Haltestelle | ?                                                   | Pickman Park MA                                  | Pickman Park MA                                  |
| Abzweig geradeaus und ehemals von rechts |                                                     | von Marblehead                                   | von Marblehead                                   |
| Dienststation / Betriebs- oder Güterbahnhof | 25,09                                               | Castle Hill MA                                   | Castle Hill MA                                   |
| Abzweig geradeaus und ehemals nach links |                                                     | Industrieanschluss                               | Industrieanschluss                               |
| ehemaliger Bahnhof | 26,26                                               | Salem MA                                         | Salem MA                                         |
| Tunnelanfang |                                                     | Salem Tunnel (657 m)                             | Salem Tunnel (657 m)                             |
| Kreuzung (Querstrecke außer Betrieb) (im Tunnel) |                                                     | Bay State Street Railway                         | Bay State Street Railway                         |
| Abzweig geradeaus und nach links (im Tunnel) |                                                     | nach North Andover                               | nach North Andover                               |
| Tunnelende |                                                     |                                                  |                                                  |
| Haltepunkt / Haltestelle | ?                                                   | Salem MA (neue Station)                          | Salem MA (neue Station)                          |
| Abzweig geradeaus und von links |                                                     | Verbindung von North Andover                     | Verbindung von North Andover                     |
| Abzweig geradeaus und ehemals nach rechts |                                                     | Hafenbahn Salem                                  | Hafenbahn Salem                                  |
| Brücke über Wasserlauf |                                                     | Danvers River                                    | Danvers River                                    |
| Bahnhof | 29,50                                               | Beverly MA                                       | Beverly MA                                       |
| Kreuzung geradeaus oben (Querstrecke außer Betrieb) |                                                     | Bay State Street Railway                         | Bay State Street Railway                         |
| Abzweig geradeaus und nach rechts |                                                     | nach Rockport                                    | nach Rockport                                    |
| Kreuzung (Querstrecke außer Betrieb) |                                                     | Bay State Street Railway                         | Bay State Street Railway                         |
| ehemaliger Haltepunkt / Haltestelle | 30,69                                               | Beverly MA United Shoe Machinery Co.             | Beverly MA United Shoe Machinery Co.             |
| Haltepunkt / Haltestelle | 33,54                                               | North Beverly MA                                 | North Beverly MA                                 |
| Haltepunkt / Haltestelle | 36,60                                               | Hamilton-Wenham MA                               | Hamilton-Wenham MA                               |
| Abzweig geradeaus und ehemals nach rechts |                                                     | nach Conomo                                      | nach Conomo                                      |
| Abzweig geradeaus und ehemals nach links |                                                     | nach Asbury Grove                                | nach Asbury Grove                                |
| Brücke über Wasserlauf |                                                     | Ipswich River                                    | Ipswich River                                    |
| Bahnhof | 44,68                                               | Ipswich MA                                       | Ipswich MA                                       |
| Kreuzung geradeaus unten (Querstrecke außer Betrieb) |                                                     | Bay State Street Railway                         | Bay State Street Railway                         |
| Brücke über Wasserlauf |                                                     | Dow Brook                                        | Dow Brook                                        |
| Haltepunkt / Haltestelle | 50,10                                               | Rowley MA                                        | Rowley MA                                        |
| Brücke über Wasserlauf |                                                     | Parker River                                     | Parker River                                     |
| ehemaliger Haltepunkt / Haltestelle | 55,43                                               | Newbury MA                                       | Newbury MA                                       |
| Abzweig geradeaus und nach rechts |                                                     | Hafenbahn Newburyport (Zufahrt MBTA-Betriebshof) | Hafenbahn Newburyport (Zufahrt MBTA-Betriebshof) |
| Kreuzung (Querstrecke außer Betrieb) |                                                     | Bay State Street Railway                         | Bay State Street Railway                         |
| Kreuzung (Querstrecke außer Betrieb) |                                                     | Verbindung von der Hafenbahn nach Wakefield      | Verbindung von der Hafenbahn nach Wakefield      |
| Abzweig geradeaus und ehemals nach rechts |                                                     | Verbindung zum Bahnhof Pond Street               | Verbindung zum Bahnhof Pond Street               |
| Kreuzung (Querstrecke außer Betrieb) |                                                     | Strecke Newburyport–Wakefield Junction           | Strecke Newburyport–Wakefield Junction           |
| Abzweig geradeaus und ehemals von links |                                                     | Verbindung nach Wakefield                        | Verbindung nach Wakefield                        |
| Kopfbahnhof Strecke ab hier außer Betrieb | ?                                                   | Newburyport MA (neuer Bf)                        | Newburyport MA (neuer Bf)                        |
| Kreuzung geradeaus unten (Strecken außer Betrieb) |                                                     | Massachusetts Northeastern Street Railway        | Massachusetts Northeastern Street Railway        |
| Bahnhof (Strecke außer Betrieb) | 59,98                                               | Newburyport MA (Eastern-Bf.)                     | Newburyport MA (Eastern-Bf.)                     |
| Kreuzung geradeaus oben (Strecken außer Betrieb) |                                                     | Massachusetts Northeastern Street Railway        | Massachusetts Northeastern Street Railway        |
| Brücke über Wasserlauf (Strecke außer Betrieb) |                                                     | Merrimack River (Drehbrücke)                     | Merrimack River (Drehbrücke)                     |
| Bahnhof (Strecke außer Betrieb) | 63,28                                               | Salisbury MA                                     | Salisbury MA                                     |
| Kreuzung geradeaus unten (Strecken außer Betrieb) |                                                     | Massachusetts Northeastern Street Railway        | Massachusetts Northeastern Street Railway        |
| Abzweig geradeaus und nach links (Strecke außer Betrieb) |                                                     | nach Amesbury                                    | nach Amesbury                                    |
| Kreuzung geradeaus unten (Strecken außer Betrieb) |                                                     | Massachusetts Northeastern Street Railway        | Massachusetts Northeastern Street Railway        |
| Haltepunkt / Haltestelle (Strecke außer Betrieb) | 66,74                                               | Atlantic NH                                      | Atlantic NH                                      |
| Kreuzung geradeaus unten (Strecken außer Betrieb) |                                                     | Exeter, Hampton and Amesbury Street Railway      | Exeter, Hampton and Amesbury Street Railway      |
| Bahnhof (Strecke außer Betrieb) | 68,65                                               | Seabrook NH                                      | Seabrook NH                                      |
| Brücke über Wasserlauf (Strecke außer Betrieb) |                                                     |                                                  |                                                  |
| Bahnhof (Strecke außer Betrieb) | 71,39                                               | Hampton Falls NH                                 | Hampton Falls NH                                 |
| Brücke über Wasserlauf (Strecke außer Betrieb) |                                                     |                                                  |                                                  |
| Brücke über Wasserlauf (Strecke außer Betrieb) |                                                     | Hampton River                                    | Hampton River                                    |
| Kreuzung geradeaus unten (Strecken außer Betrieb) |                                                     | Exeter, Hampton and Amesbury Street Railway      | Exeter, Hampton and Amesbury Street Railway      |
| Betriebs-/Güterbahnhof Strecke bis hier außer Betrieb | 74,87                                               | Hampton NH                                       | Hampton NH                                       |
| Kreuzung geradeaus unten (Querstrecke außer Betrieb) |                                                     | Exeter, Hampton and Amesbury Street Railway      | Exeter, Hampton and Amesbury Street Railway      |
| ehemaliger Bahnhof | 78,36                                               | North Hampton NH                                 | North Hampton NH                                 |
| Kreuzung geradeaus unten (Querstrecke außer Betrieb) |                                                     | Straßenbahn Portsmouth                           | Straßenbahn Portsmouth                           |
| ehemaliger Haltepunkt / Haltestelle | 82,72                                               | Breakfast Hill NH                                | Breakfast Hill NH                                |
| Kreuzung geradeaus unten (Querstrecke außer Betrieb) |                                                     | Straßenbahn Portsmouth                           | Straßenbahn Portsmouth                           |
| Abzweig geradeaus und von links |                                                     | Verbindung von Rockingham                        | Verbindung von Rockingham                        |
| Abzweig geradeaus und ehemals von links |                                                     | von Rockingham                                   | von Rockingham                                   |
| Dienststation / Betriebs- oder Güterbahnhof | 91,59                                               | Portsmouth NH                                    | Portsmouth NH                                    |
| Strecke |                                                     | nach Portland                                    | nach Portland                                    |

Die Bahnstrecke East Boston–Portsmouth ist eine Eisenbahnstrecke in Massachusetts und New Hampshire (Vereinigte Staaten). Sie ist rund 87 Kilometer lang und verbindet unter anderem die Städte Boston, Lynn, Salem, Newburyport und Portsmouth.
Die normalspurige Strecke wird heute zwischen Revere und Newburyport durch die Massachusetts Bay Transportation Authority (MBTA) und zwischen Hampton und Portsmouth durch Pan Am Railways betrieben. Die Abschnitte East Boston–Revere und Newburyport–Hampton sind stillgelegt.

## Geschichte
Die Geschichte der Bahn beginnt bereits in den 1830er Jahren. Die 1836 gegründete Eastern Railroad plante eine Bahnstrecke von Boston nach Portland (Maine). In zeitgemäßer Manier baute die Gesellschaft in Boston einen eigenen Endbahnhof, zunächst ohne eine Gleisverbindung zu anderen in Boston endenden Bahnen. Der Bahnhof befand sich in East Boston direkt gegenüber dem Stadtzentrum auf der anderen Seite des Inneren Hafens. Am 27. August 1838 ging der erste rund 21 Kilometer lange Abschnitt bis Salem in Betrieb. Der Güterverkehr auf der Strecke wurde im Laufe des Jahres 1839 aufgenommen. Am 18. Dezember 1839 war Ipswich erreicht, am 28. August 1840 Newburyport und schließlich am 9. November 1840 Portsmouth. Dort schloss sich ab 1842 die Strecke der Portland, Saco and Portsmouth Railroad nach Portland an.
Das Beförderungsaufkommen entwickelte sich erwartungsgemäß, sodass schon bald mehrere Zweigstrecken gebaut wurden. Mit Eröffnung der Grand Junction Railroad, der Bostoner Verbindungsbahn, die die verschiedenen in Boston endenden Bahnstrecken miteinander verband, wurden die Personenzüge der Eastern ab April 1854 nach Boston North Station geführt. Der Personenverkehr zwischen East Boston und Revere wurde erst 1872 mit Vorortzügen wieder aufgenommen, um der drohenden Kongruenz der Boston, Revere Beach and Lynn Railroad zu begegnen. 1905 wurde dieser Abschnitt stillgelegt, jedoch 1918 zwischen Revere und dem Verbindungsgleis zur Grand Junction Railroad an der Curtis Street für den Güterverkehr wieder eröffnet. 
Nach einem schweren Zugunglück am 26. August 1871 in Revere, bei dem 29 Fahrgäste den Tod fanden, sah die Eastern Railroad sich gezwungen, in die Sicherheitstechnik der Strecken und der Fahrzeuge zu investieren. Dies führte schließlich zu finanziellen Problemen, sodass die Boston and Maine Railroad, der große Konkurrent der Eastern auf dem Weg in Richtung Maine, die Bahn pachtete. Die endgültige Fusion erfolgte 1890, wodurch die Strecke East Boston–Portsmouth ins Eigentum der Boston&Maine überging. 1912 wurde die Streckenführung durch Lynn geändert. Bis dahin fuhren die Züge ebenerdig über zahlreiche Bahnübergänge durch die Stadt. Die Strecke wurde tiefer gelegt und die Verkehrsbehinderungen durch die zahllosen Züge, die auf der Strecke verkehrten, fielen weg. Das gleiche Problem bestand in der Innenstadt von Salem. 1954 wurde hier der alte Bahnhof mit seinem markanten Empfangsgebäude von 1847 abgerissen und die Strecke auch hier tiefer gelegt. Sie unterfährt die Innenstadt seitdem in einem Tunnel.
Der Verkehr auf der Strecke blieb rege und auch nach der Großen Depression und dem Zweiten Weltkrieg fuhren noch mehrere Expresszüge und zahlreiche Vorortzüge über die Strecke. Anfang der 1950er Jahre wurde jedoch die anschließende Strecke nördlich von Portsmouth stillgelegt und die Strecke Boston–Portsmouth war nun dem Vorort- und Lokalgüterverkehr vorbehalten. Am 4. Januar 1965 endete der Personenverkehr zwischen Newburyport und Portsmouth. Gleichzeitig wurde die Brücke über den Merrimack River nördlich von Newburyport und damit der Streckenabschnitt Newburyport–Salisbury stillgelegt. 
Die Vorortzüge von Boston endeten ab 1976 in Ipswich. 1994 wurde zwar der Abschnitt Ipswich–Newburyport offiziell stillgelegt, jedoch schon kurz darauf teilweise reaktiviert. Nachdem ein neuer Endbahnhof für die Personenzüge am südlichen Stadtrand von Newburyport gebaut worden war, konnte der Betrieb schließlich 1998 wieder bis dorthin ausgedehnt werden. Seit 1976 ist die Strecke Revere–Newburyport in Besitz der Massachusetts Bay Transportation Authority, die bereits seit 1965 den Personenverkehr auf der Strecke subventionierte.
Auf dem Streckenabschnitt nördlich des Merrimack endete der Güterverkehr zwischen Salisbury und Seabrook im Jahr 1982, und zwischen Seabrook und Hampton etwa 2000. Ebenfalls um 2000 endete der Güterverkehr zwischen Revere und East Boston, die Strecke wurde stillgelegt. Zuletzt benutzte die CSX Transportation den Abschnitt mit, da die direkte Verbindungsstrecke zum Streckennetz der CSXT bereits seit etwa 1972 stillgelegt war.

## Streckenbeschreibung
Der ursprüngliche Endbahnhof der Strecke in East Boston lag am südlichen Ende der Bremen Street. Diese Straße verläuft auf der bis 1905 betriebenen Bahnstrecke. Am Cary Cut kreuzte die Grand Junction Railroad, zu der es ein Verbindungsgleis gab. Von 1918 bis etwa 2000 fand ab hier Zugverkehr statt, bis East Boston benutzten die Züge in dieser Zeit jedoch die Strecke der Grand Junction Railroad. Am östlichen Ufer des Chelsea River entlang trifft die stillgelegte Trasse in Revere auf die MBTA-Strecke von Boston North Station. Die Strecke verläuft weiter durch die Vororte Lynn und Swampscott und durchfährt anschließend bis Salem ein größeres Waldstück. 
Der ehemalige Bahnhof Salem, der noch bis in die 1990er Jahre durch die Vorortzüge benutzt wurde, ist inzwischen außer Betrieb. Die Bahnstrecke durchfährt nördlich des Bahnhofs einen 657 Meter langen Tunnel unter der Washington Street. Am nördlichen Tunnelausgang schloss sich früher ein großräumiges Gleisdreieck an, in dessen östlichem Gleisbogen heute der neue Haltepunkt Salem liegt. Die Zweigstrecke nach North Andover, die von hier nach Westen führt, wurde daher parallel zur Hauptstrecke nach Norden verlängert und mündet erst etwa 100 Meter nördlich des früheren Gleisdreiecks in die Hauptstrecke ein.
Nördlich des Haltepunkts Salem überquert die Bahn den Danvers River und führt dann über Beverly, wo die Zweigstrecke nach Rockland abzweigt, nach North Beverly. Nördlich dieses Haltepunkts endet der zweigleisige Abschnitt der Strecke. Am nächsten Haltepunkt, Hamilton-Wenham, zweigten früher zwei Strecken zu beiden Seiten der Hauptstrecke ab.
Über Ipswich, wo sich bis 1998 der Endbahnhof der Personenzüge befand, und Rowley erreicht die Strecke schließlich Newburyport, wo ein zweigleisiger Endbahnhof mit Mittelbahnsteig gebaut wurde. Die Gleise enden stumpf am nördlichen Ende des Bahnsteigs. Der letzte Streckenkilometer vor Newburyport ist zweigleisig ausgebaut. 
Die stillgelegte Trasse führt weiter durch die Stadt Newburyport hindurch bis zur Brücke über den Merrimack River. Die mit 350 Metern längste Brücke der Strecke steht bis auf das mittlere Brückensegment noch heute. Die Trasse verläuft weiter nordwärts über Salisbury und Seabrook nach Hampton, ab wo die Strecke bis zum Bahnhof Portsmouth (ca. 17 km) wieder befahrbar ist. Das Stück Hampton–Portsmouth wird heute nur noch als Zweigstrecke von Portsmouth aus betrieben. Um auf das übrige Streckennetz der Pan Am Railways zu gelangen, müssen die Züge über die ehemalige Portsmouth and Concord Railroad fahren. Früher verlief die Hauptstrecke von Portsmouth aus weiter nordwärts in Richtung Portland.

## Personenverkehr
Laut Fahrplan vom 28. September 1913 fuhren damals montags bis freitags 54, samstags 57 und sonntags 28 Züge über die Hauptstrecke bis Lynn. Die meisten dieser Züge fuhren weiter bis Swampscott, Salem, Beverly, Hamilton&Wenham oder Newburyport. Bis Portsmouth fuhren werktags 15 und sonntags sechs Züge. Vier werktägliche und drei sonntägliche Züge waren dabei Expresszüge und verkehrten bis Portland. Die Fahrzeit von Boston nach Portsmouth betrug mit einem Expresszug etwa 98 bis 105 Minuten, mit einem Vorortzug bis zu 150 Minuten.
Nach dem Fahrplan vom 8. Januar 1934 gab es zu dieser Zeit noch montags bis freitags 41, samstags 42 und sonntags 21 Züge, von denen neun (Mo–Fr), bzw. acht (Sa) und fünf (So) bis Portsmouth verkehrten. Darunter befanden sich der Expresszug The Gull nach Halifax sowie der Pine Tree Limited nach Bangor. Die planmäßige Fahrzeit für Expresszüge lag zwischen 75 und 80 Minuten, die für Vorortzüge bei 90 bis 120 Minuten.
Der Fahrplan vom 28. September 1952 bot immer noch 30 Züge Montag–Freitag, 22 Züge an Samstagen und zehn Züge an Sonntagen an, von denen acht, sieben bzw. drei bis Portsmouth verkehrten. Die anschließende Strecke nördlich von Portsmouth war zu diesem Zeitpunkt bereits stillgelegt. Die Fahrzeit lag mit 90 bis 120 Minuten auf dem gleichen Niveau wie 1934.
2008 verkehrten montags bis freitags 13 Züge nach Newburyport, ein weiterer bis Hamilton&Wenham sowie fünf weitere bis Beverly. An Wochenenden fahren sechs Züge nach Newburyport und sieben weitere bis Beverly (und weiter nach Rockport). Die Fahrzeit beträgt für die Strecke bis Newburyport 59 bis 66 Minuten.